# Султанка австралійська
Султанка австралійська (Porphyrio melanotus) — вид журавлеподібних птахів родини пастушкових (Rallidae).

## Поширення
Вид поширений в Австралії, Новій Гвінеї, на сході Індонезії (Молуккські острови, острови Ару і Кай), островах на заході Океанії та в Новій Зеландії (включаючи острови Кермадек і Чатем).

## Поведінка
Птахи живуть групами по 3-12 особин, групуються разом і голосно кричать, щоб захищати гнізда під час нападів хижаків.

Дорожній знак у Новій Зеландії попереджає водіїв про пукеко на дорозі

## Підвиди
| Підвиди Porphyrio melanotus      | Підвиди Porphyrio melanotus | Підвиди Porphyrio melanotus                                                     | Підвиди Porphyrio melanotus |
| Підвид                           | Автор                       | Ареал                                                                           |                             |
| -------------------------------- | --------------------------- | ------------------------------------------------------------------------------- | --------------------------- |
| Porphyrio melanotus melanopterus | Bonaparte, 1856             | Молуккські та Малі Зондські острови до островів Ару та Нової Гвінеї.            |                             |
| Porphyrio melanotus pelewensis   | Hartlaub & Finsch, 1872     | Острови Палау (Корор і Ангаур).                                                 |                             |
| Porphyrio melanotus melanotus    | Temminck, 1820              | Австралія, Нова Зеландія, острови Кермадек і Чатем.                             |                             |
| Porphyrio melanotus bellus       | Gould, 1841                 | Крайній південний схід Австралії.                                               |                             |
| Porphyrio melanotus samoensis    | Peale, 1848                 | Острови Адміралтейства до Самоа, Нової Каледонії, Соломонових островів і Фіджі. |                             |